# 达伦登
达伦登（法語：Dalhunden，法語發音：[dalundən]）是法国下莱茵省的一个市镇，属于阿格诺-维桑堡区。

## 地理
达伦登（48°46'28"N, 7°59'29"E）面积7.45 平方千米，位于法国大東部大區下莱茵省，该省份为法国大陆部分最东部的省份，是阿尔萨斯的一部分，今与上莱茵省组成了阿尔萨斯欧洲集体，其南至上莱茵省，西南接孚日省和默尔特-摩泽尔省，西接摩泽尔省，北与德国接壤，东侧沿莱茵河与德国相望。
与达伦登接壤的市镇（或旧市镇、城区）包括：德吕瑟奈姆、路易堡、塞瑟奈姆、什塔特马滕。
达伦登的时区为UTC+01:00、UTC+02:00（夏令时）。

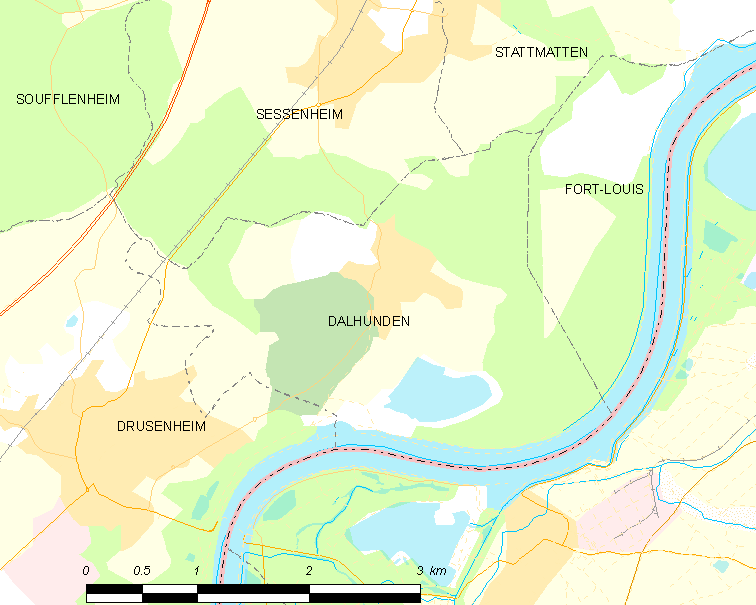
达伦登的OSM定位图

## 行政
达伦登的邮政编码为67770，INSEE市镇编码为67082。

## 政治
达伦登所属的省级选区为比什维莱尔县。

## 人口

1962-2008年间达伦登人口变化图示

达伦登于2022年1月1日时的人口数量为1218人。